# 張昶 (東漢)
張昶（？—206年），字文舒，敦煌淵泉人（今甘肅瓜州縣）人。東漢末年大將張奐之子、書法家張芝之弟，張猛之兄。

## 生平
官至黃門侍郎。尤善草書，書類伯英（張芝），時人謂之亞聖。極工八分，又善隸書。《華嶽廟兩祠堂碑文》为张昶造自書之，漢元帝又刊其二十餘字。二書有重名，傳於海內。列其章草、八分、草书皆入妙品。南朝梁庾肩吾《书品》将其书法列为“上之中”品。唐张怀瓘《书断》将其八分书列入妙品、隶书列入能品，称“文舒尤善章草，家風不墜，奕葉清華。”較伯英“雖筋骨不及，而妍華繼之。極工八分，又善隸。”。

## 資料來源
- 《後漢書．張奐傳》
- 《水經註》
- 《書斷》

1. ↑  《藝文類聚》七《初學記》五《古文苑》